# Svila (film, 2007)
Svila (v izvirniku Silk) je filmska upodobitev istoimenskega romana pisatelja Alessandra Baricca iz leta 2007. Preko podjetja New Line Cinema je bil izdan v septembru 2007, režiral pa ga je režiser filma Rdeča violina, François Girard.
V filmu je ameriški igralec Michael Pitt upodobil francoskega tihotapca sviloprejk po imenu Hervé Joncour, britanska igralka Keira Knightley pa njegovo ženo, Hélène. V filmu se pojavita tudi japonska igralca Miki Nakatani in Koji Yakusho. Zunanjost prizorov, ki se dogajajo na Japonskem, je bila posneta v Sakati. Prizori, ki vključujejo Keiro Knightley, so bili posneti v Sermoneti, Italija, majhni srednjeveški vasici blizu Latine.

## Igralska zasedba
| Actor               | Role           |
| ------------------- | -------------- |
| Michael Pitt        | Hervé Joncour  |
| Keira Knightley     | Hélène Joncour |
| Alfred Molina       | Baldabiou      |
| Miki Nakatani       | Madame Blanche |
| Kōji Yakusho        | Hara Jubei     |
| Sei Ashina          | Ljubimka       |
| Callum Keith Rennie | Schuyler       |
| Mark Rendall        | Ludovic Berbek |
| Naoko Watanabe      | Japonsko dekle |